# IC 4293
IC 4293 ist eine elliptische Galaxie vom Hubble-Typ E-S0 im Sternbild Wasserschlange. Sie ist schätzungsweise 198 Millionen Lichtjahre von der Milchstraße entfernt.

Im selben Himmelsareal befinden sich u. a. die Galaxien PGC 774205, PGC  773425, PGC 773153.
Das Objekt wurde am 4. Mai 1904 von Royal Harwood Frost.